# Hannibal Records
Hannibal Records bylo britské hudební vydavatelství. Založil ho v roce 1980 producent Joe Boyd. Vydavatelství vydávalo často alba, která Boyd produkoval. Mezi hudebníky, jejichž alb zde vyšla, patří například Sandy Denny, Dagmar Krause, Nick Drake nebo Fairport Convention. Počátkem devadesátých let bylo vydavatelství prodáno společnosti Rykodisc. V roce 1998 vydavatelství získalo opět nového majitele a svá alba zde vydávali například John Cale, Robert Wyatt nebo Brian Eno. Rovněž vydávalo reedice alb, která původně vyšla u All Saints Records. Vydavatelství definitivně zaniklo v roce 2006.